# Pe Argeș în jos
Pe Argeș în jos este un maxi-single lansat de Mircea Baniciu și Josef Kappl la data de 3 decembrie 2008, sub forma unui CD promoțional. Acest material marchează începerea colaborării muzicale între cei doi veterani ai scenei rock românești, după ce aceștia au părăsit formația Phoenix.

## Prezentare
Discul conține piesa omonimă, în trei variante, aceasta reprezentând o avanpremieră pentru opera rock Meșterul Manole, amplu proiect al Phoenix-ului, început în 1972, însă abandonat în scurtă vreme din cauză că demersul artiștilor s-a lovit de cenzura tacită a autorităților comuniste. Josef Kappl a reînceput să lucreze la această operă la sfârșitul anului 2008, finalizând-o în 2013, când a avut loc premiera, la Timișoara. Inițial, piesa urma să facă parte din materialul pentru un album programat să apară în 2009, sub titulatura Baniciu & Kappl, însă, după înființarea Pasărea Rock, a intrat în repertoriul noului supergrup. Versurile aparțin baladei populare Monastirea Argeșului, culeasă de poetul Vasile Alecsandri în anul 1874. Pe coperta spate a acestui CD, produs prin intermediul Kaprock Musikproduction și distribuit gratuit de casa de discuri Cat Music, apare următorul text:
„«Pe Argeș în jos» este piesa de titlu a operei rock «Meșterul Manole» scrisă de Victor Cârcu în anii '70. La realizarea părții muzicale a acestei opere rock s-a angajat Josef Kappl, împreună cu colegul său Mircea Baniciu. Această piesă reprezintă piatra de temelie și totodată simbolul reunirii într-o colaborare artistică de mare însemnătate între trei prieteni vechi: Victor Cârcu, Mircea Baniciu și Josef Kappl. ”—Mircea Baniciu și Josef Kappl

## Piese
1. Pe Argeș în jos (radio mix)
2. Uvertura + Pe Argeș în jos (complet mix)
3. Pe Argeș în jos (folk mix)

Muzică: Josef Kappl

Versuri: text popular cules de Vasile Alecsandri

## Personal
- Mircea Baniciu – solist vocal
- Josef Kappl – bas fretless, voce, aranjamente și programare
- Mani Neumann – blockflöte sopran
- Ulli Brand – chitară acustică
- Marten Rolf – chitară acustică și electrică

Producție: Josef Kappl – Kaprock Musikproduction (Germania)

Grafică: Cristian Luchian – Prier Music Production (România)
Piesa (2) a fost reluată pe maxi-single-ul Legenda (2014). Piesa (3) a fost reluată pe albumul Legenda (2016).